# Чатићи
Чатићи су насељено мјесто у Босни и Херцеговини у општини Какањ које административно припада Федерацији Босне и Херцеговине. Према попису становништва из 1991. у насељу је живјело 1.448 становника.

## Становништво
| Националност       | 1991.        | 1981.        | 1971.        |
| Хрвати             | 815 (56,28%) | 844 (59,85%) | 990 (71,89%) |
| Муслимани          | 534 (36,87%) | 490 (34,75%) | 209 (15,17%) |
| Срби               | 12 (0,82%)   | 14 (0,99%)   | 137 (9,94%)  |
| Југословени        | 42 (2,90%)   | 43 (3,04%)   | 10 (0,72%)   |
| остали и непознато | 45 (3,10%)   | 19 (1,34%)   | 31 (2,25%)   |
| Укупно             | 1.448        | 1.410        | 1.377        |